# FC Bergerac
Bergerac Périgord Football Club oder kurz FC Bergerac ist ein Fußballverein aus der Stadt Bergerac im südwestfranzösischen Périgord. Der Klub erlangte vor allem durch seine Fußballerinnen überregionale Bedeutung.

## Geschichte
Gegründet wurde der Verein 1916, mitten im Ersten Weltkrieg, als Enfants de France („Kinder Frankreichs“) de Bergerac beziehungsweise EF Bergerac. Er gehörte seinerzeit der katholischen Sportbewegung FGSPF an, trat aber einige Zeit nach Kriegsende dem neu gegründeten Einheitsverband FFFA bei. 1982 erfolgte die Umbenennung der Fußballabteilung zu Bergerac Foot. 2012 kam es zur Fusion mit dem FC Trois Vallées Cours-de-Pile und dem auch als FC Bergerac firmierenden Frauenfußballverein FC La Force féminine („Die Frauenkraft“) Bergerac unter dem Namen Bergerac Périgord FC. Die Spielerinnen des ehemaligen FC Bergerac hatten insbesondere in der Frühphase des modernen französischen Frauenfußballs während der 1970er Jahre eine landesweit wichtige Rolle gespielt.
Die erste Männermannschaft des Klubs erreichte in der Saison 2016/17, in der sie im viertklassigen Championnat de France Amateur (CFA) um Punkte spielten, zum ersten Mal die landesweite Hauptrunde im französischen Pokalwettbewerb, in dem sie bis in das Achtelfinale vordrang. Dies gelang ihr fünf Jahre später erneut.
Die Vereinsfarben sind heutzutage dieselben wie die der Stadt, nämlich Blau und Rot. Das Klubwappen ziert zusätzlich ein Fuchskopf.

## Ligazugehörigkeit und Erfolge
Als der Landesverband 1974/75 erstmals eine Frauenfußballmeisterschaft organisierte, erreichten die Frauen des FC das Halbfinale, in dem sie an Arago Sport Orléans scheiterten. In den folgenden beiden Spielzeiten standen sie erneut unter den vier besten Teams des Landes, wobei es diesmal Stade Reims, die „Überfrauschaft“ der 1970er, war, die Bergerac den Einzug in das Finale versperrte. Zwischen 1978 und 1982 waren die Südwestfranzösinnen noch zweimal in den regionalen Vorrunden und einmal (1978/79) sogar im Viertelfinale vertreten. In den folgenden Jahrzehnten hatten sie ihre anfängliche regionale Dominanz insbesondere an die ASJ Soyaux verloren. Demzufolge traten sie ab 1993, als eine erste und eine zweite Liga eingeführt wurden, auch nie mehr auf diesem landesweiten Niveau in Erscheinung. Ebenso wenig konnten sie lange Zeit die Hauptrunden des 2001 eingeführten Landespokalwettbewerbs erreichen; dies gelang Bergeracs Frauen erstmals als Drittdivisionär in der Saison 2015/16.
Die erste Männermannschaft ist 2015 in die vierte Liga aufgestiegen.

## Bekannte ehemalige Spielerinnen
- Dominique Tedeschi, anfangs bei Cours-de-Pile, wo sie zur Nationalspielerin wurde, und mindestens 1974 bis 1976 beim FC Bergerac